# コスモスクエア駅
コスモスクエア駅（コスモスクエアえき）は、大阪府大阪市住之江区南港北一丁目にある、大阪市高速電気軌道（Osaka Metro）の駅である。

## 概要
コスモスクエアの英語表記は「Cosmosquare」と1単語になっている（Cosmo-Squareではない）。中国語表記は意訳した「宇宙广场」「宇宙廣場」（宇宙広場）である。
中央線と南港ポートタウン線（ニュートラム）の2路線が乗り入れており、南港ポートタウン線は当駅が起点となっている。なお、両路線とも自社で線路を保有しない区間となっており、大阪港トランスポートシステム（OTS）が線路を保有し、Osaka Metroが第二種鉄道事業者として路線の営業を行なっている。駅番号は中央線がC10、南港ポートタウン線がP09。
2005年（平成17年）6月30日まではOTSのテクノポート線とニュートラムテクノポート線の駅だったが、翌7月1日付で鉄道事業は大阪市交通局（当時）が第二種鉄道事業者になり、OTSは第三種鉄道事業者になった。その後、2018年（平成30年）4月1日に大阪市交通局が民営化されたため、現在はOsaka Metroの中央線と南港ポートタウン線の駅として運営されている。
2004年（平成16年）に駅番号を導入した際に、大阪市交通局側の末端駅を11番とし、そこから10, 09, と番号を減らす方式が採用され、当駅の駅番号はテクノポート線がC10、ニュートラムテクノポート線がP09となった。その後、先述のとおり当駅を含む区間の運営がOTSから大阪市交通局（当時）に移譲されたため、大阪市交通局の後継であるOsaka Metroの駅でありながら駅番号は両路線とも11番未満となっている。

## 歴史
- 1997年（平成9年）12月18日：OTSテクノポート線・ニュートラムテクノポート線の開通と同時に、OTSの駅として開業。
- 2005年（平成17年）7月1日：大阪市交通局に移管され、大阪市営地下鉄中央線・大阪市交通局南港ポートタウン線の駅となる。
- 2018年（平成30年）4月1日：大阪市交通局の民営化により、大阪市高速電気軌道 (Osaka Metro) の駅となる。
- 2024年（令和6年）7月20日：中央線ホームで可動式ホーム柵の運用を開始[2]。
- 2025年（令和7年）1月19日：当駅 - 夢洲駅間の開業に伴い、中央線としては中間駅となる。

## 駅構造
両路線とも島式ホーム1面2線の地下駅である。地下2階に中央線ホーム（1・2番線）、地下1階に南港ポートタウン線ホーム（3・4番線）がある。
当駅は、南港運輸事務所に所属し、駅長を配置する。また、当駅およびトレードセンター前駅・中ふ頭駅を管轄する。

### のりば
| 番線                                     | 路線                                | 行先                             |
| 中央線ホーム                             | 中央線ホーム                        | 中央線ホーム                     |
| ---------------------------------------- | ----------------------------------- | -------------------------------- |
| 1                                        | 中央線                              | 本町・長田・学研奈良登美ヶ丘方面 |
| 2                                        | 中央線                              | 夢洲方面                         |
| 南港ポートタウン線（ニュートラム）ホーム |                                     |                                  |
| 3・4                                     | 南港ポートタウン線 （ニュートラム） | 住之江公園方面                   |

付記事項
- Osaka Metroではホームの番号は路線ごとに独立して1番、2番と付番されるのが通例だが、当駅は元々別会社管理の駅であったため例外で、路線を跨いで連番となっている[注 6]。
- 2025年日本国際博覧会の会場が夢洲であることから、当駅から夢洲駅までの延伸が予定されていたため、夢咲トンネル（道路・鉄道併用）は2009年8月1日に道路部のみ先行して開通した（鉄道部は準備工事のみ）[注 7]。のち、鉄道部も線路敷設などの工事を行い、中央線として2025年1月19日に延伸開業した。
- 中央線ホームの夢洲駅方に引き上げ線が1線あり、夜間滞泊で使用される。夢洲駅まで延伸したことで当駅は中間駅となったため、上りはほぼ全ての列車が夢洲駅行きとなったが、現在も深夜に1本のみ当駅止まりが設定されている。

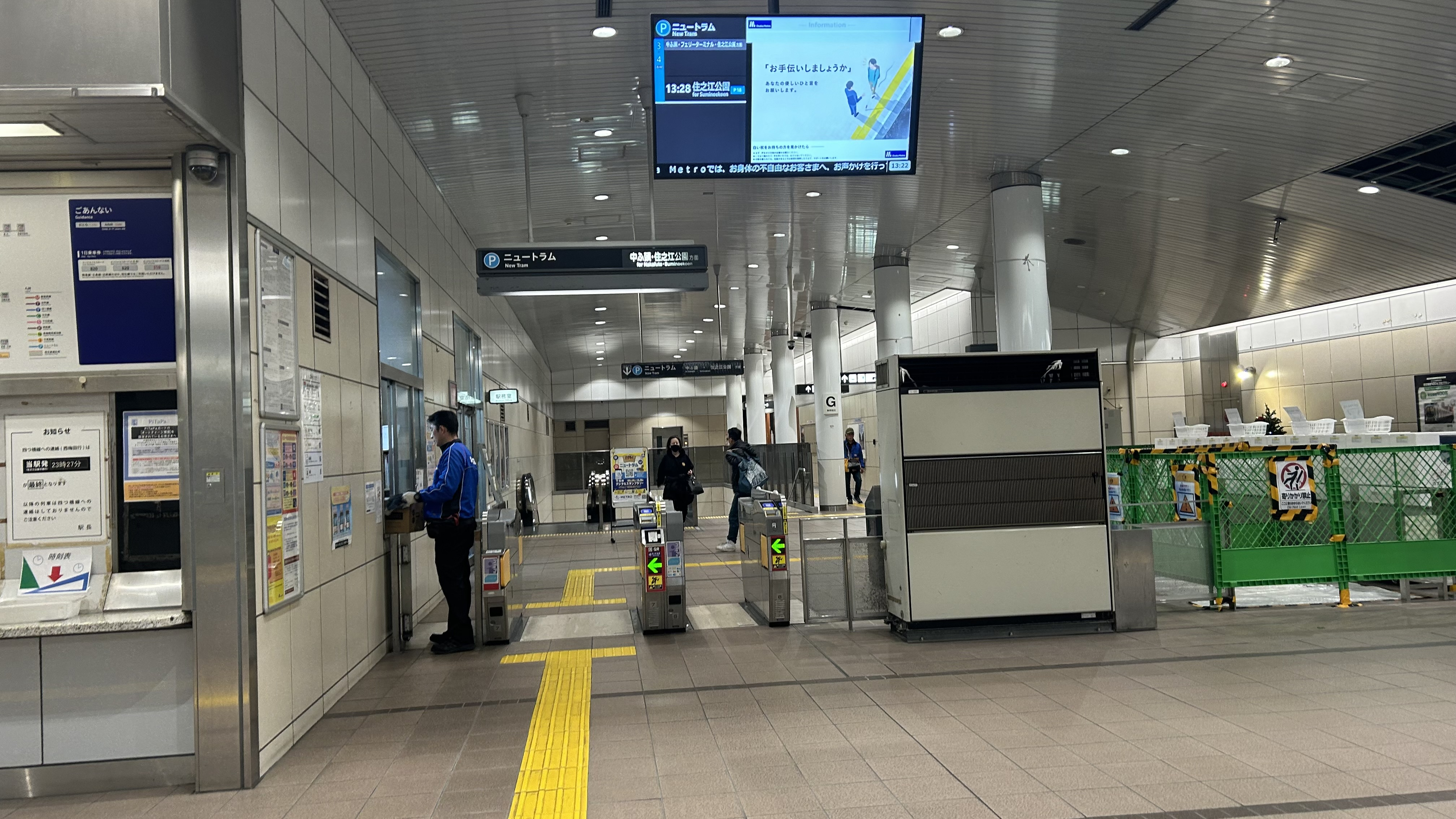
東改札口
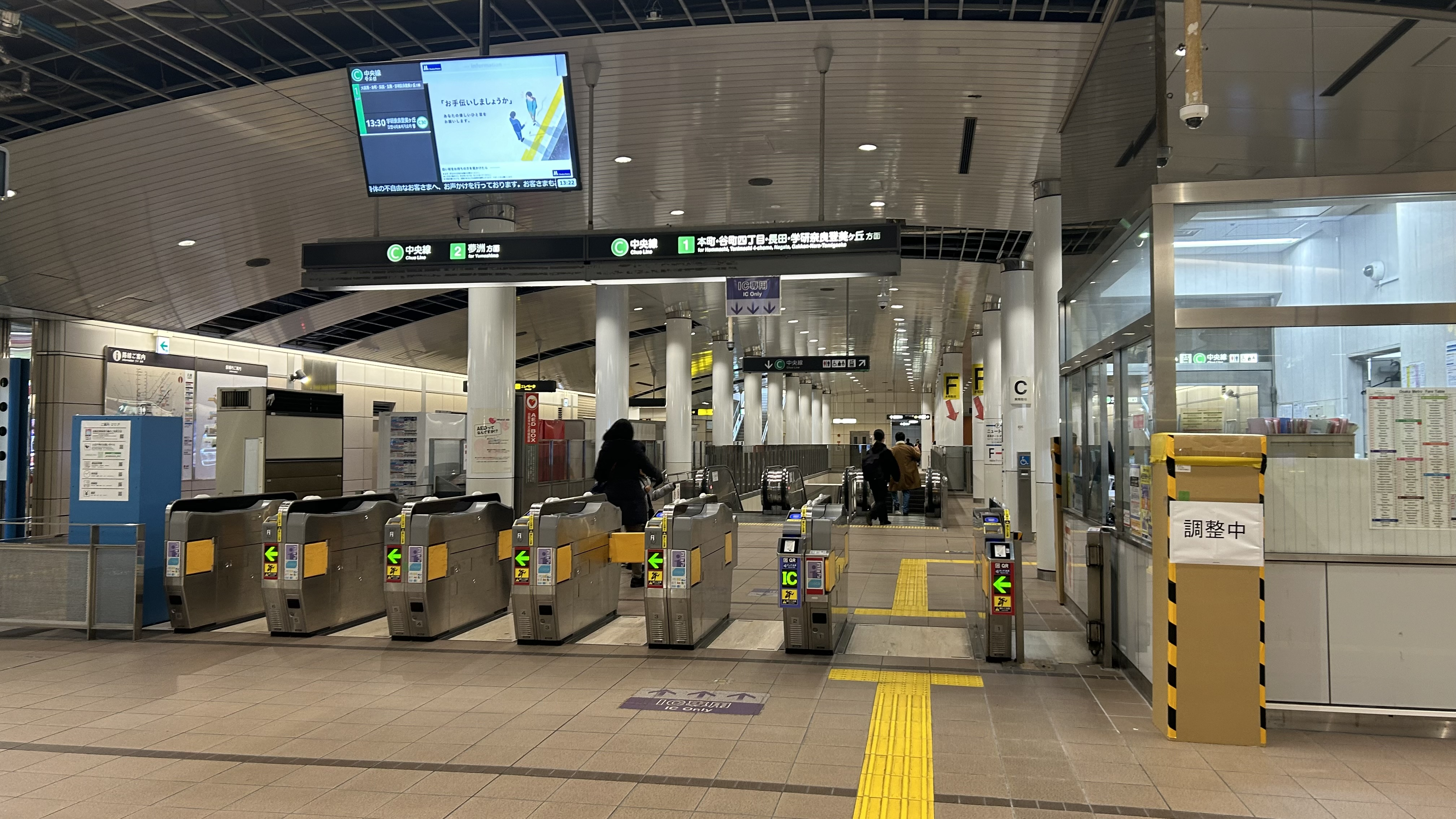
西改札口
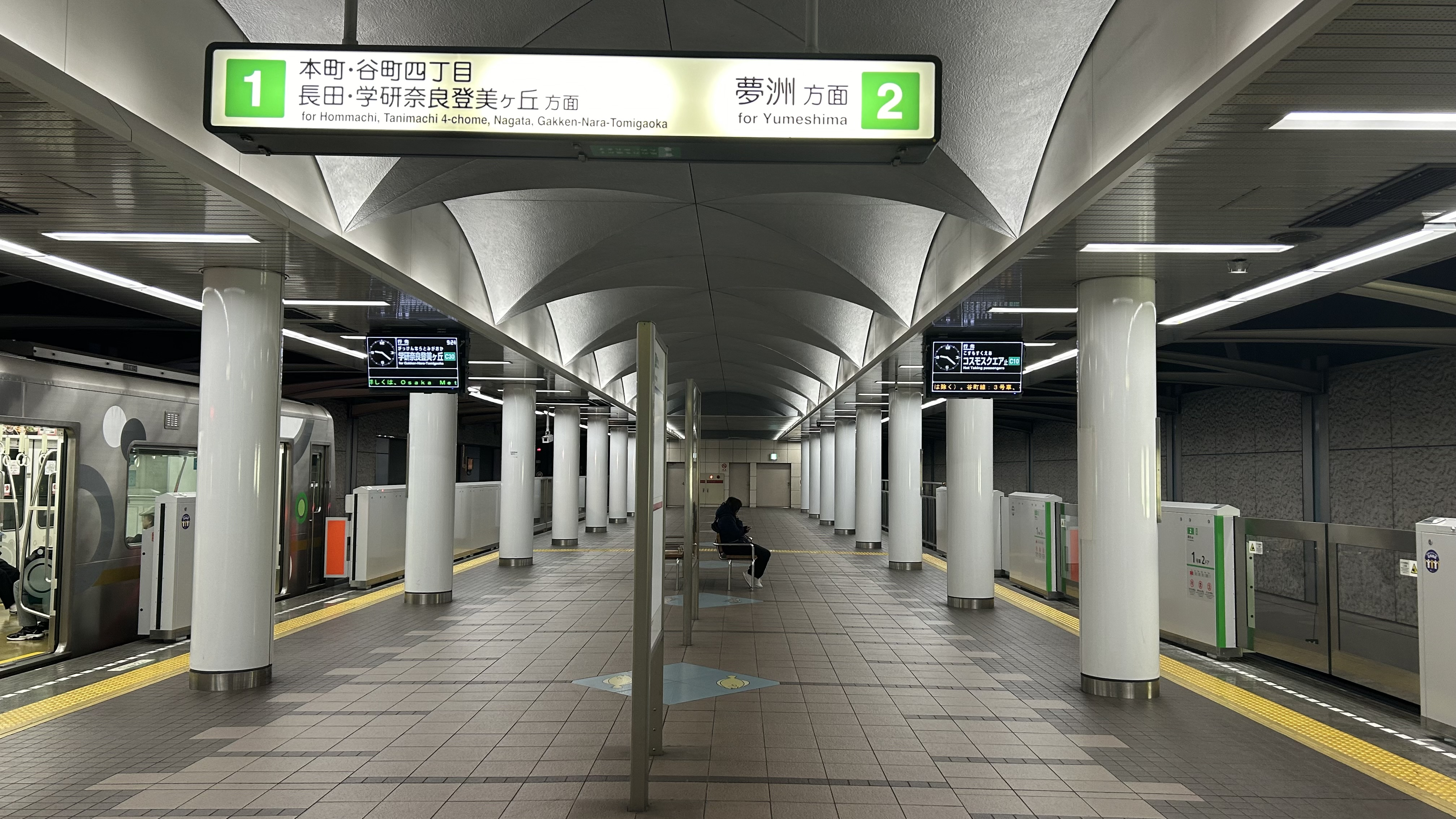
中央線ホーム
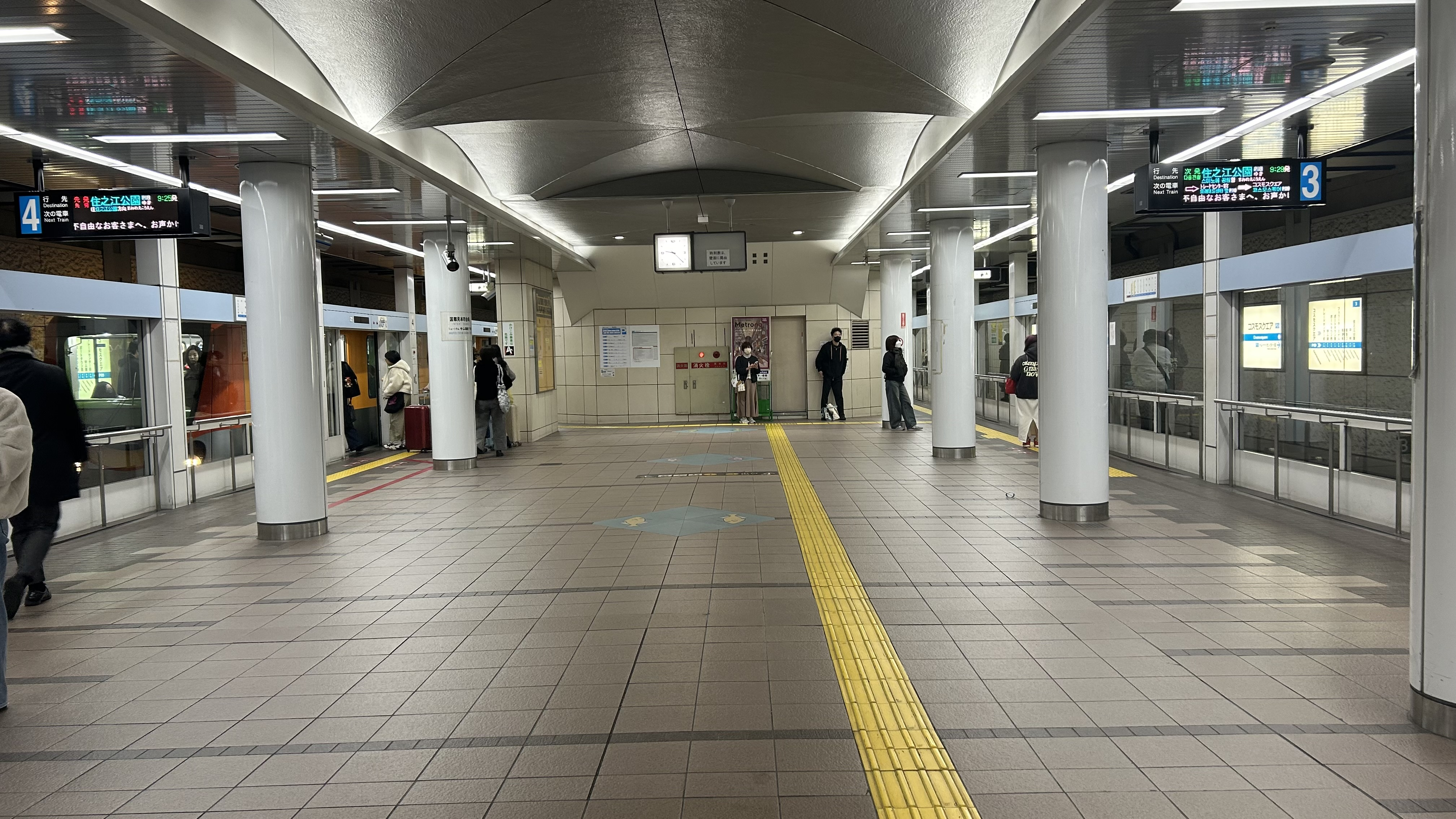
ニュートラムホーム
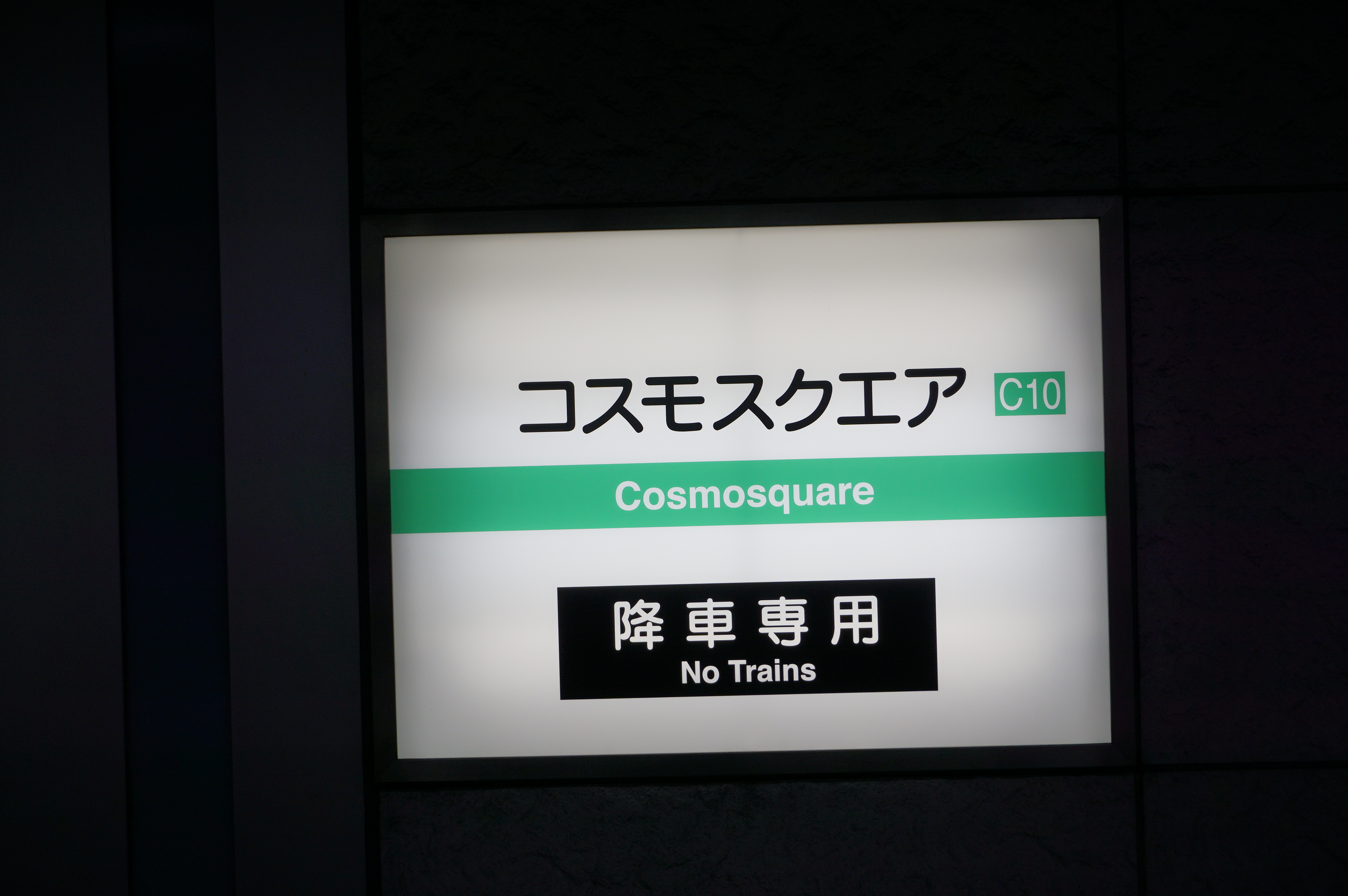
降車専用ホームの駅名標（2018年3月）
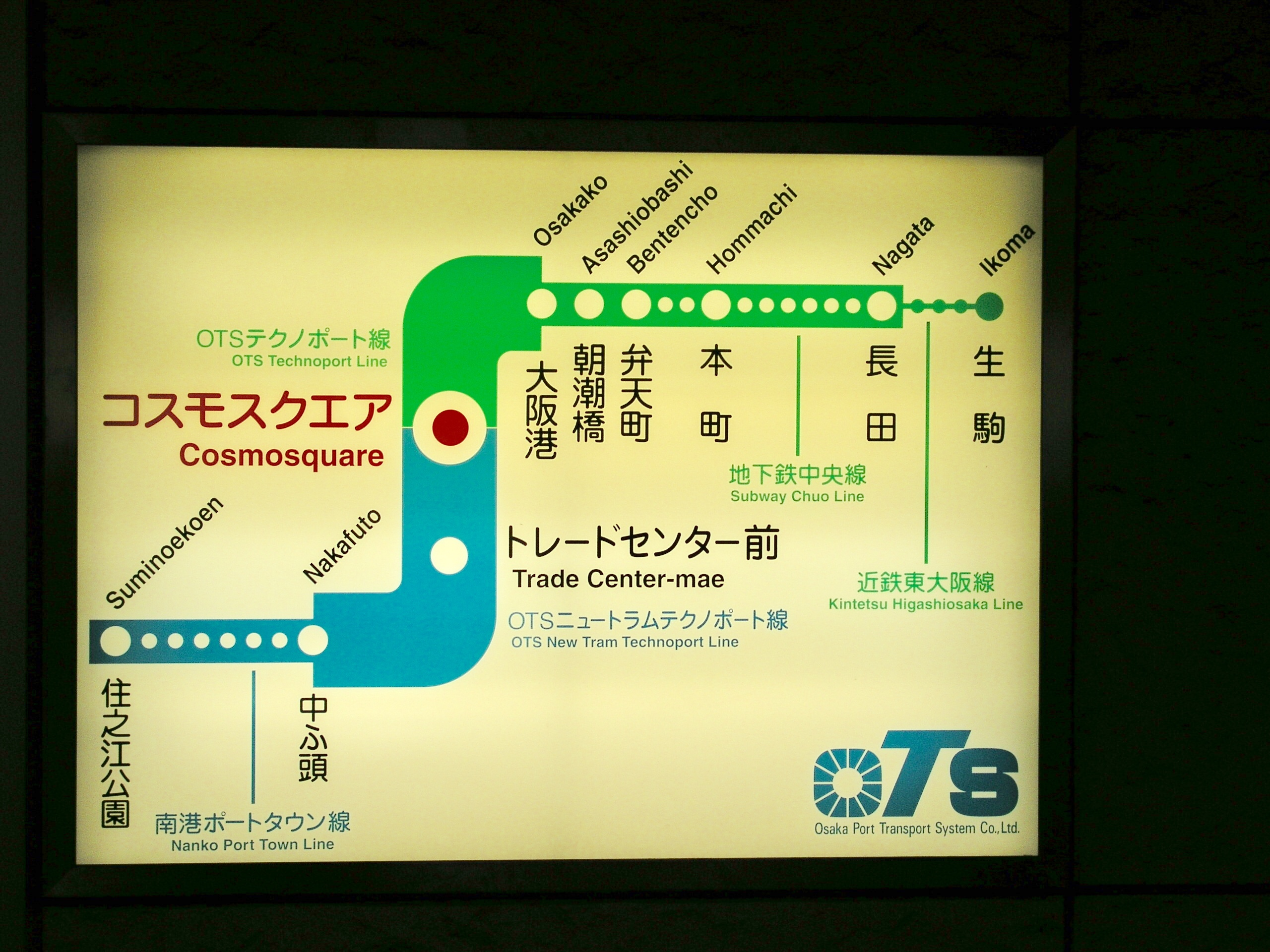
OTS時代の路線図（2004年2月）
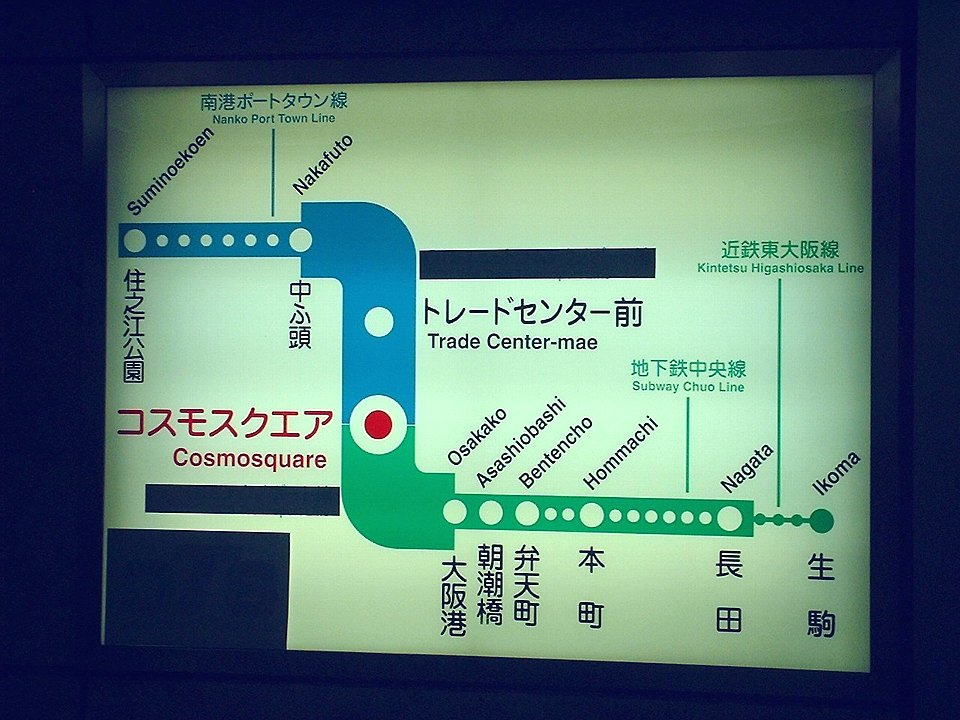
OTS時代の路線図（2005年7月、大阪市交通局移管直後）
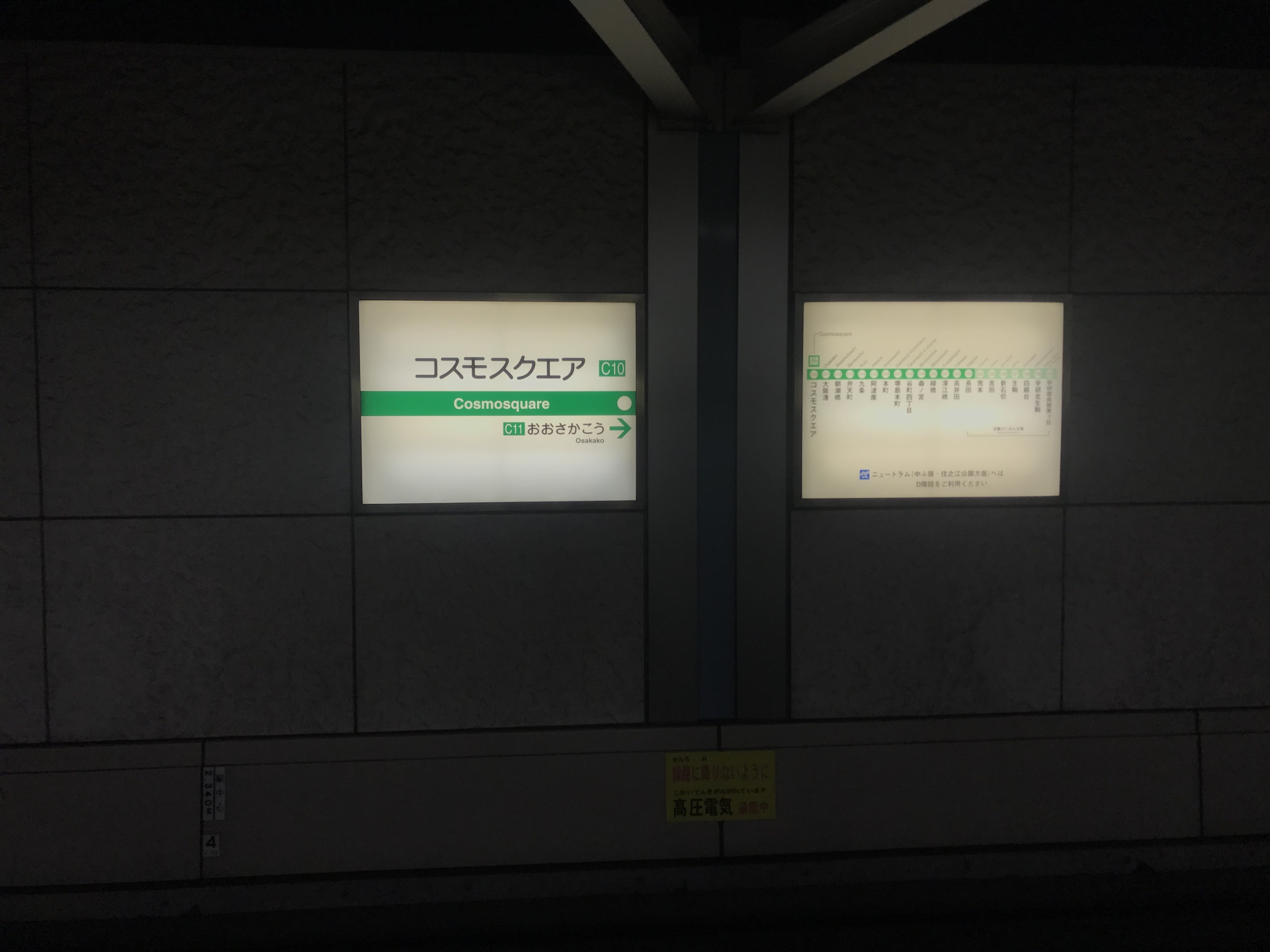
中央線の路線図（2019年1月、民営化後）
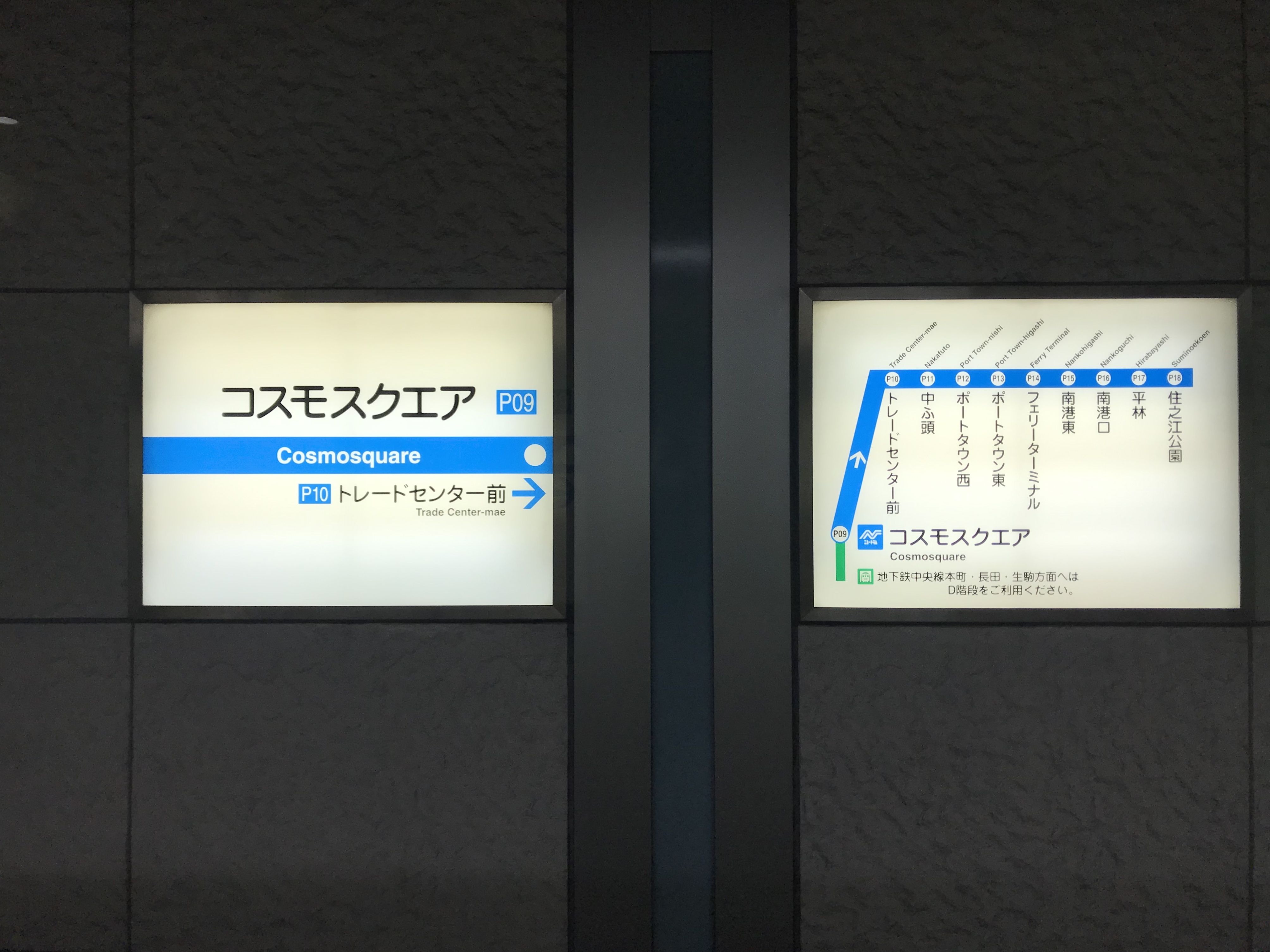
ニュートラムの路線図（2019年1月、民営化後）
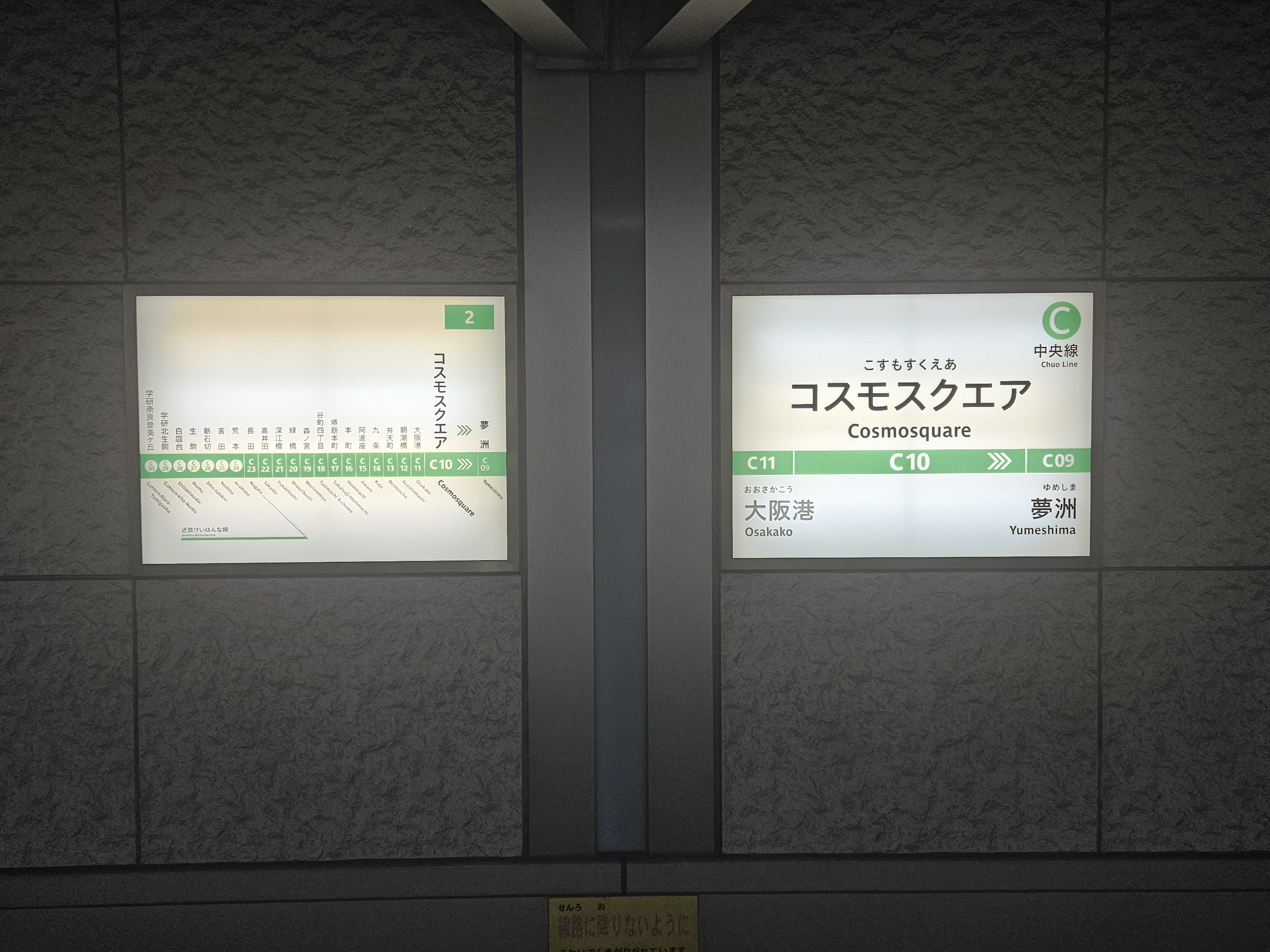
中央線ホームの路線図（2024年12月、夢洲対応後）
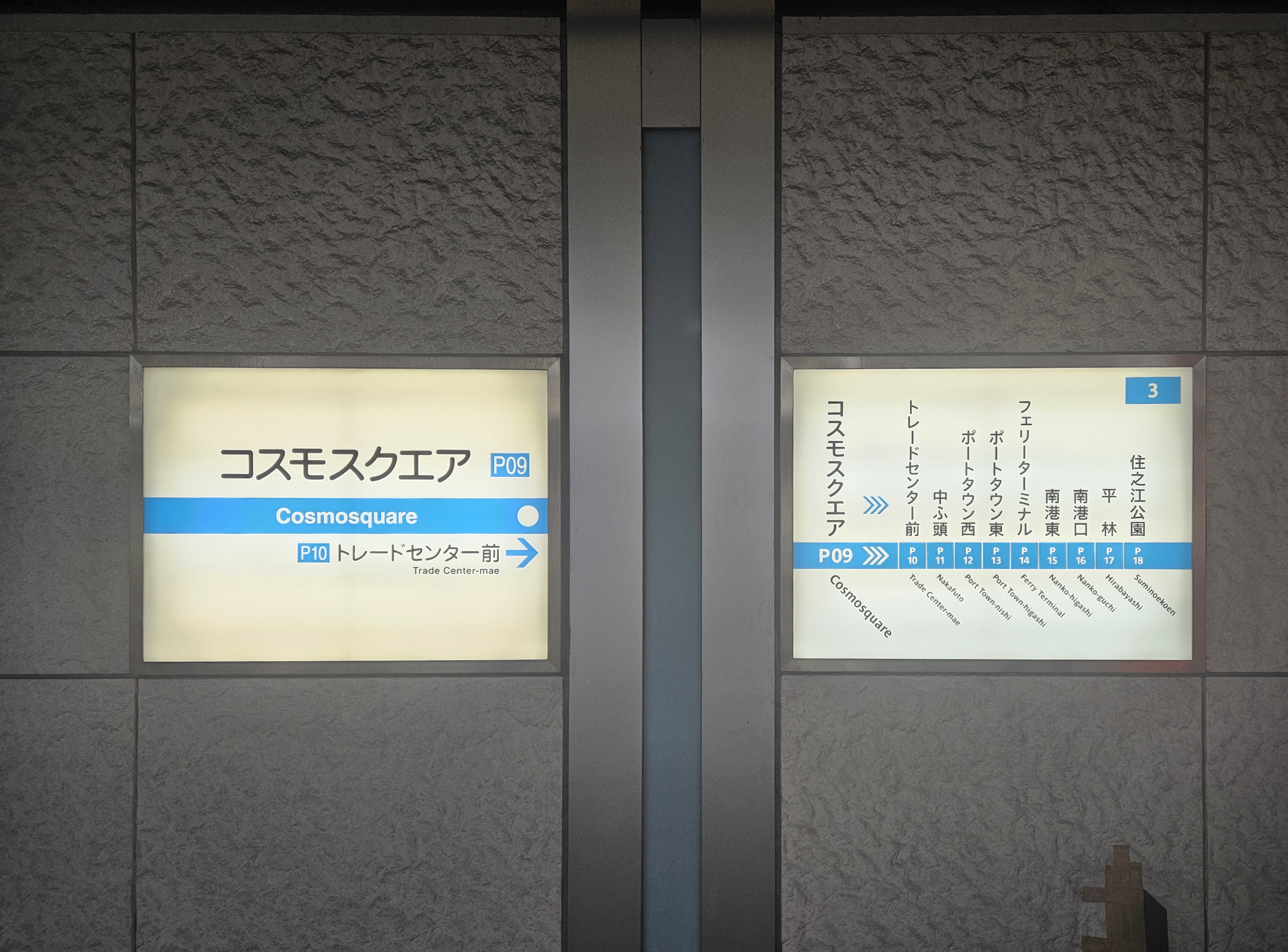
ニュートラムの路線図（2024年12月、路線図更新後）

### トイレ
トイレは西・東改札内にある。

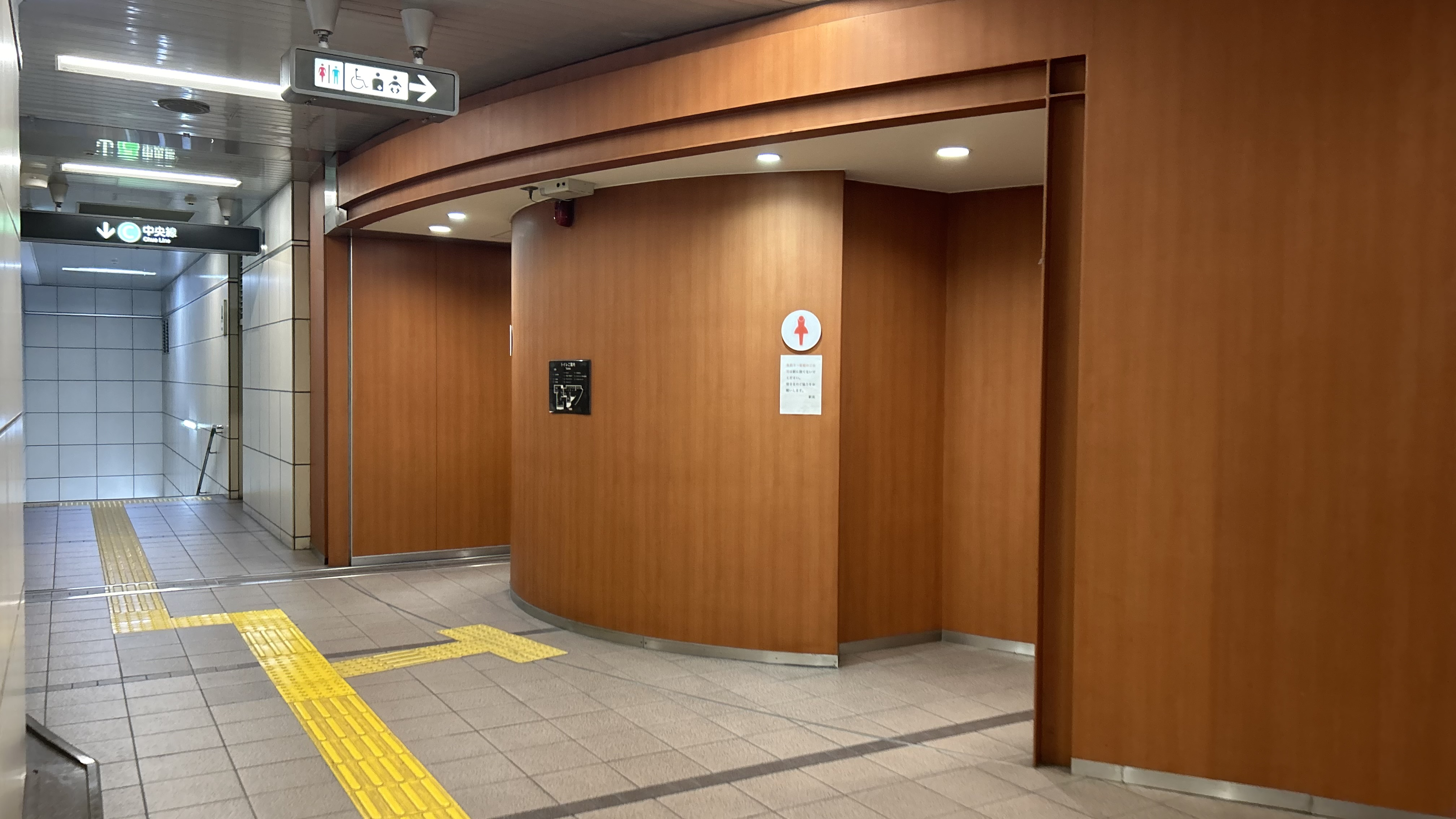
西改札内トイレ
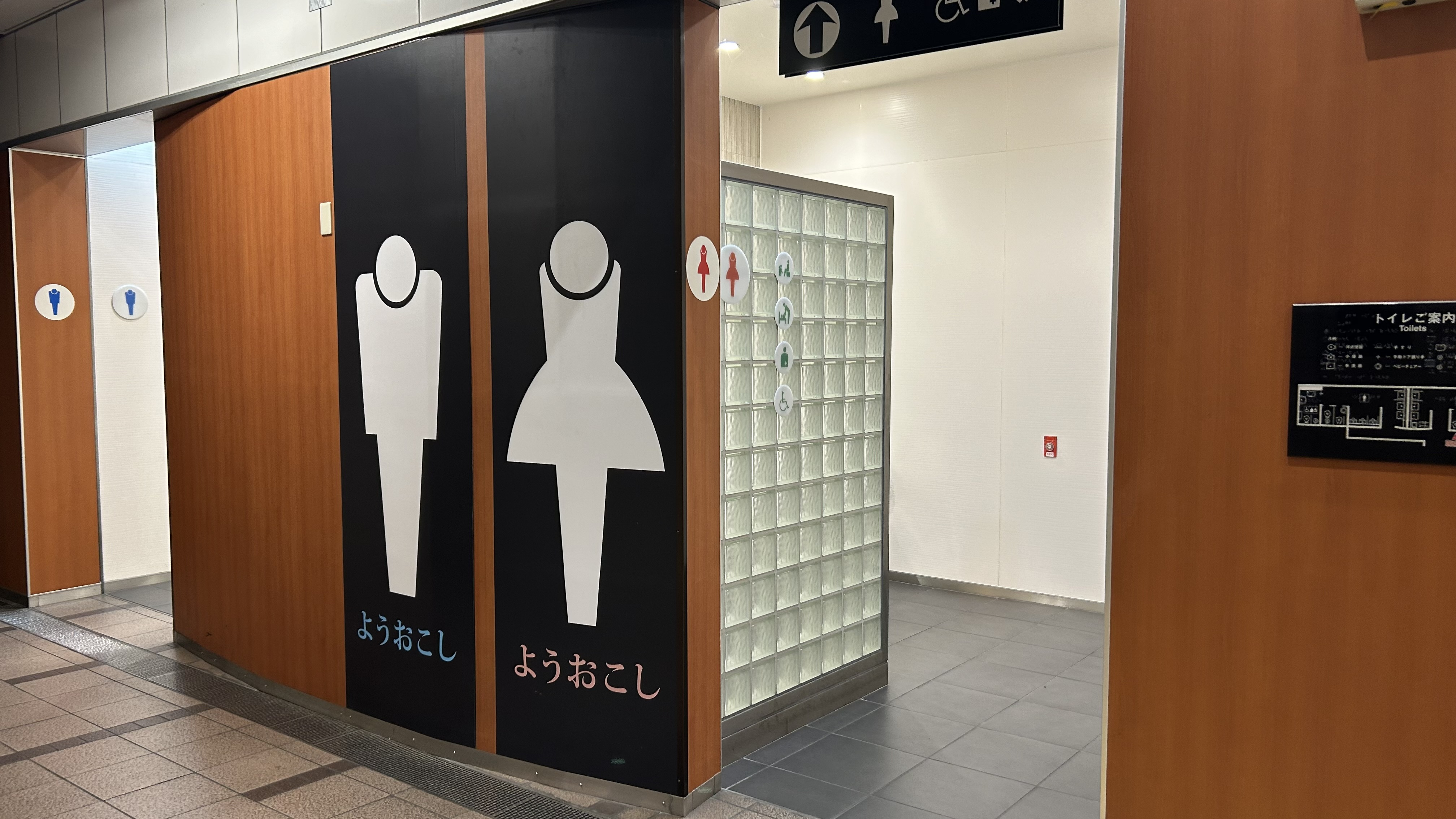
東改札内トイレ

### 出口
出口は合計で4箇所ある。
| 出口番号 | 出口周辺                                                                              | 接続改札      | 備考             |
| -------- | ------------------------------------------------------------------------------------- | ------------- | ---------------- |
| 1        | シーサイド・コスモ                                                                    | 東改札 西改札 |                  |
| 2        | 大阪港国際フェリーターミナル                                                          | 東改札 西改札 |                  |
| 3        | 大阪府咲洲庁舎・ATC（アジア太平洋トレードセンター）・インテックス大阪・大阪入国管理局 | 東改札 西改札 |                  |
| 4        | 大阪府咲洲庁舎・ATC（アジア太平洋トレードセンター）・インテックス大阪・大阪入国管理局 | 東改札 西改札 | エレベーターあり |

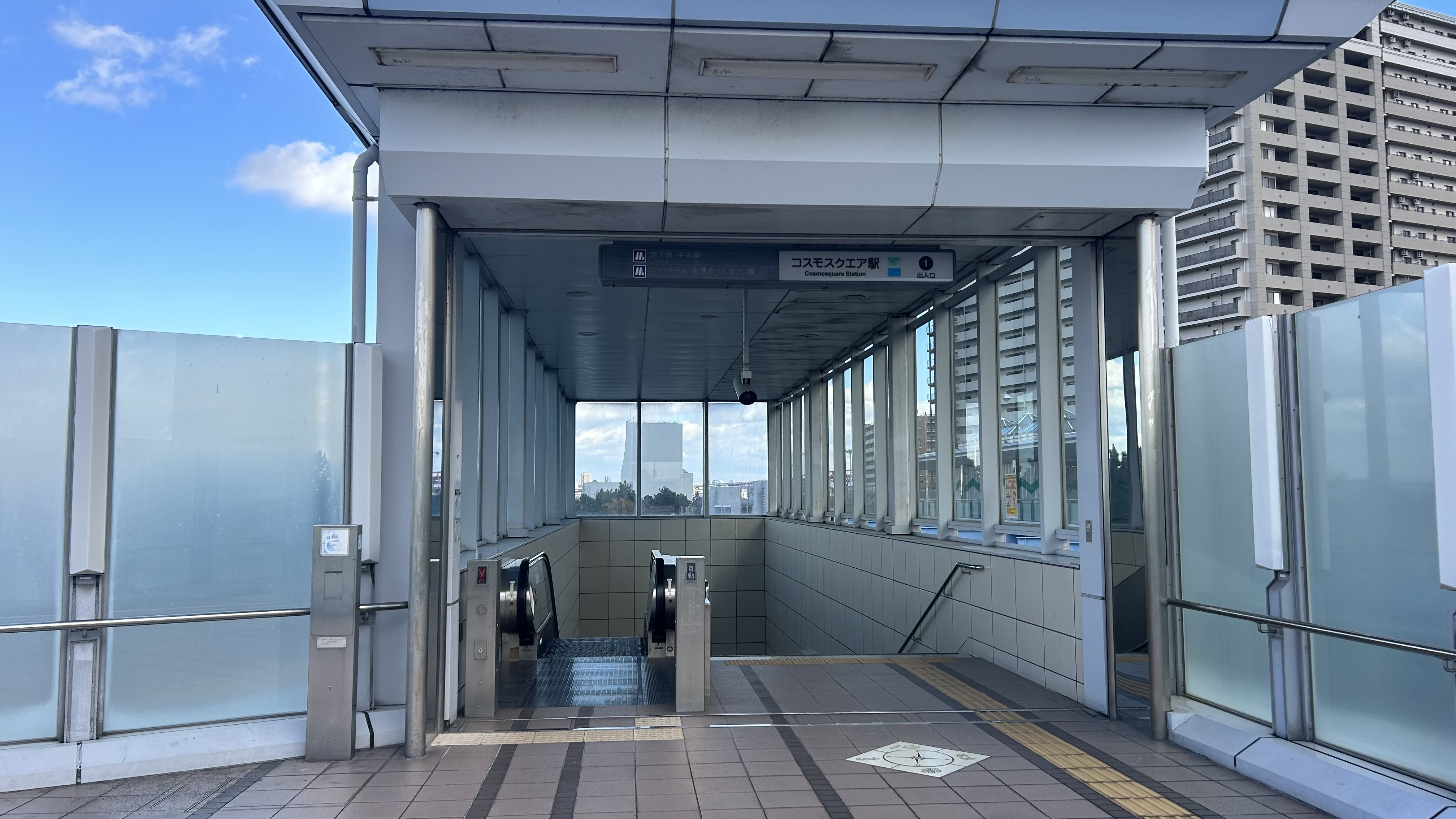
1号出入口
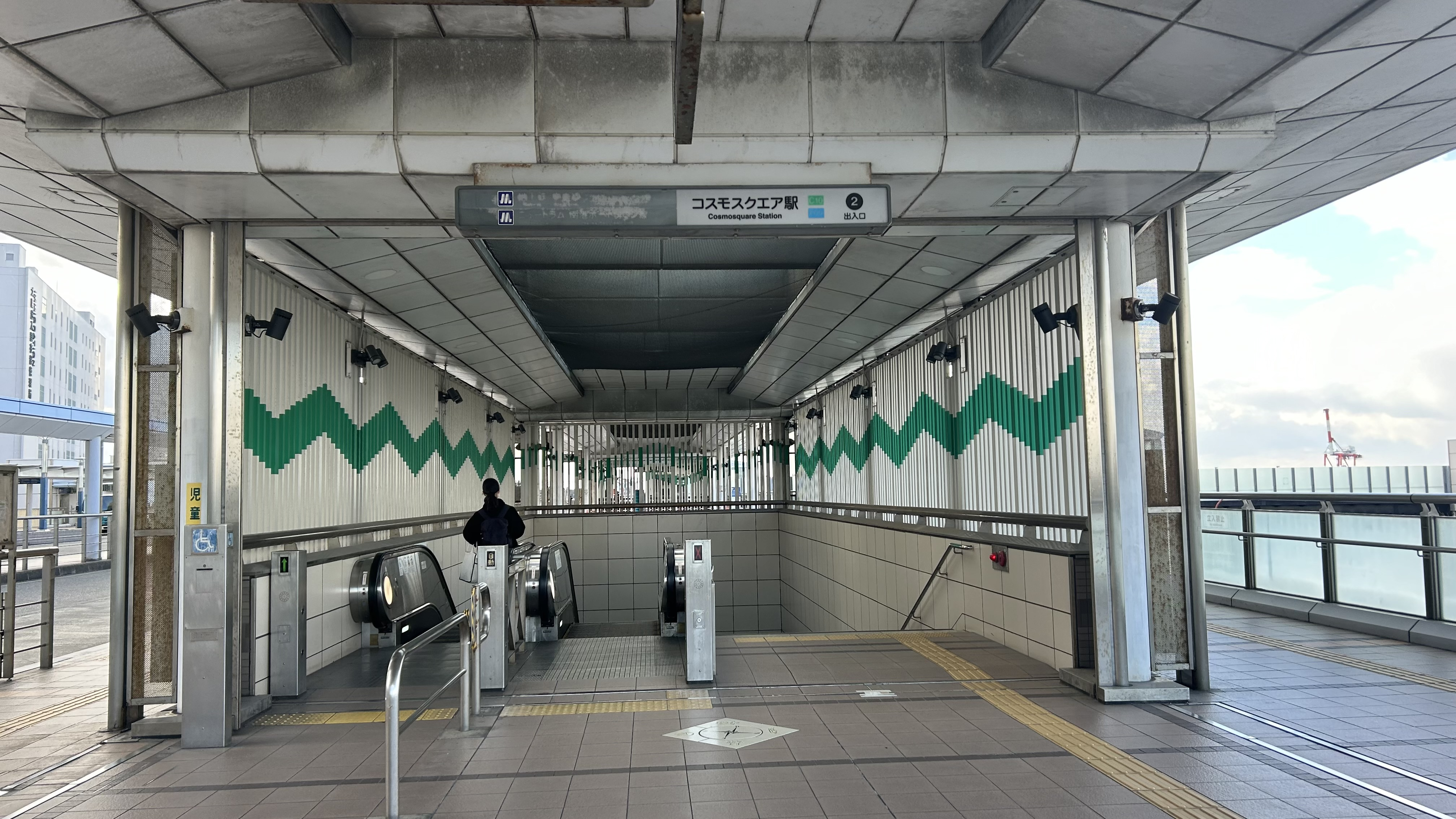
2号出入口
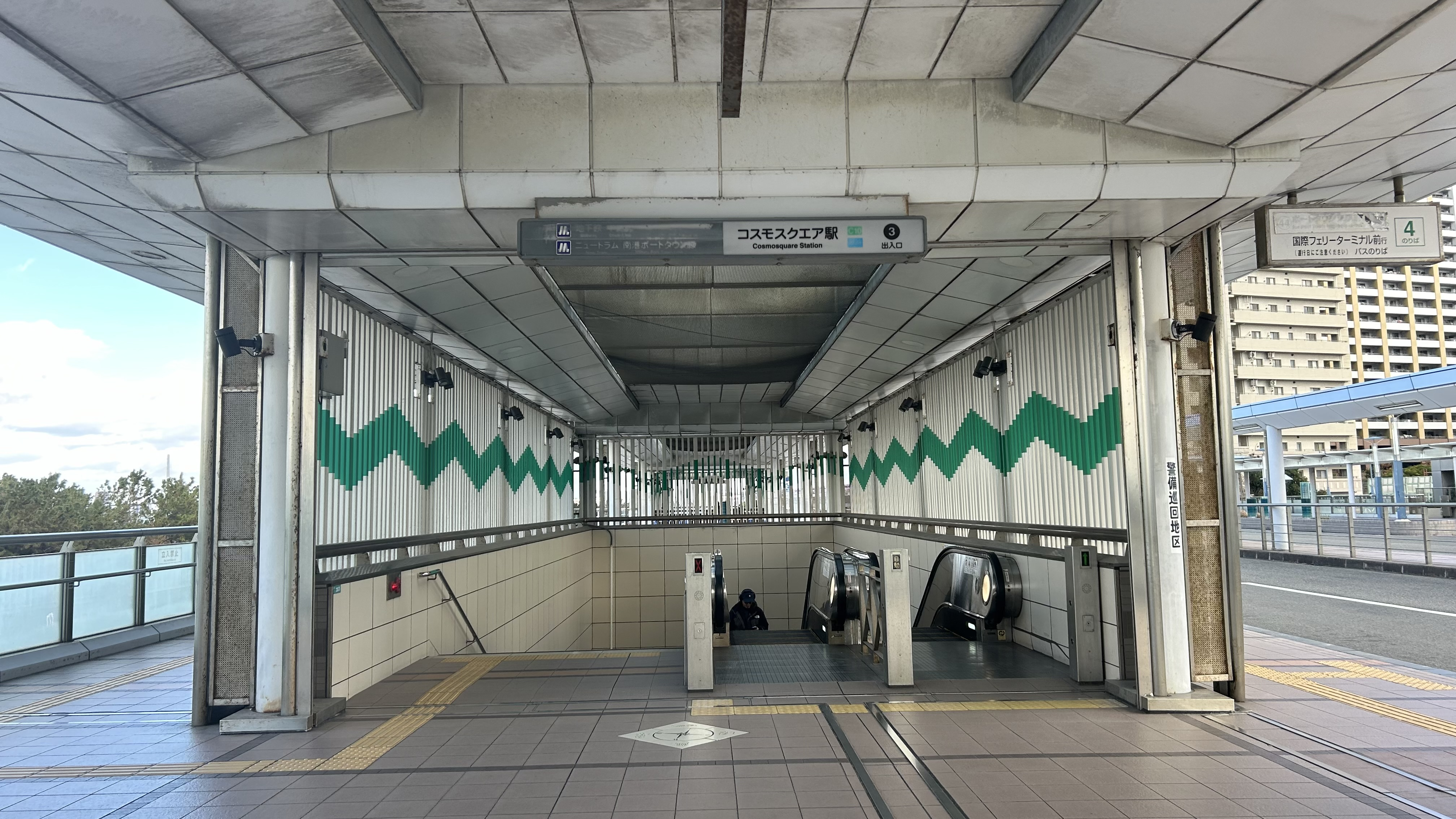
3号出入口
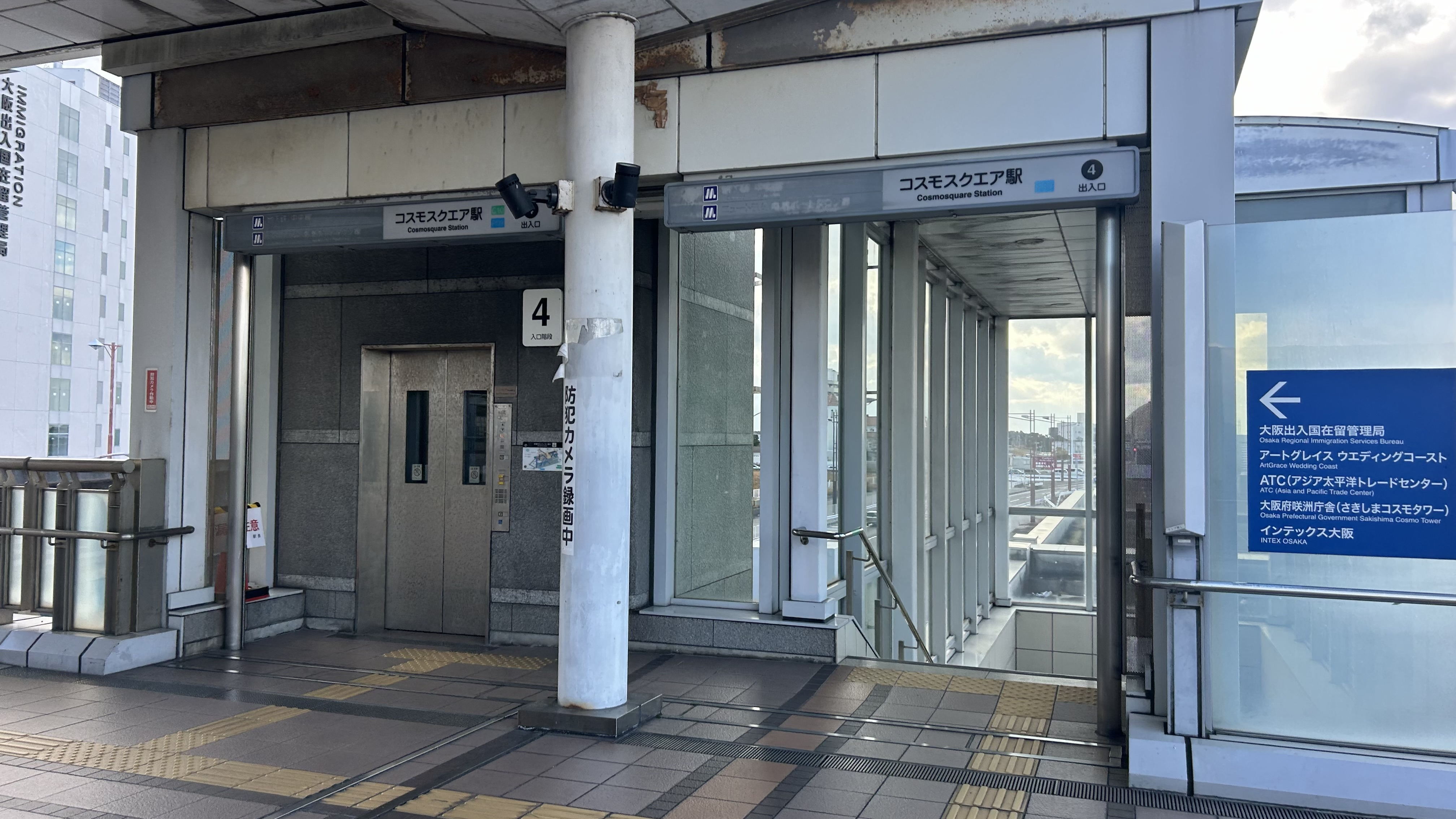
4号出入口

## 利用状況
2024年11月12日の1日乗降人員は27,047人（乗車人員：13,829人、降車人員：13,218人）である。中央線の駅では14駅中7位、ニュートラムの駅では10駅中2位。また、住之江区内の鉄道駅では、住之江公園駅に次いで第2位。
各年度の特定日利用状況は下表の通り。
| 年度               | 調査日   | 乗車人員 | 降車人員 | 乗降人員 | 出典          | 出典          |
| 年度               | 調査日   | 乗車人員 | 降車人員 | 乗降人員 | メトロ        | 大阪府        |
| ------------------ | -------- | -------- | -------- | -------- | ------------- | ------------- |
| 2007年（平成19年） | 11月13日 | 9,099    | 7,705    | 16,804   |               | [ 大阪府 1 ]  |
| 2008年（平成20年） | 11月11日 | 9,946    | 8,933    | 18,879   |               | [ 大阪府 2 ]  |
| 2009年（平成21年） | 11月10日 | 9,092    | 9,187    | 18,279   |               | [ 大阪府 3 ]  |
| 2010年（平成22年） | 11月09日 | 10,387   | 9,562    | 19,949   |               | [ 大阪府 4 ]  |
| 2011年（平成23年） | 11月08日 | 9,697    | 9,147    | 18,844   |               | [ 大阪府 5 ]  |
| 2012年（平成24年） | 11月13日 | 10,277   | 10,354   | 20,631   |               | [ 大阪府 6 ]  |
| 2013年（平成25年） | 11月19日 | 10,563   | 10,242   | 20,805   | [ メトロ 1 ]  | [ 大阪府 7 ]  |
| 2014年（平成26年） | 11月11日 | 11,188   | 10,516   | 21,704   | [ メトロ 2 ]  | [ 大阪府 8 ]  |
| 2015年（平成27年） | 11月17日 | 9,812    | 10,481   | 20,293   | [ メトロ 3 ]  | [ 大阪府 9 ]  |
| 2016年（平成28年） | 11月08日 | 10,127   | 10,469   | 20,596   | [ メトロ 4 ]  | [ 大阪府 10 ] |
| 2017年（平成29年） | 11月14日 | 11,749   | 10,827   | 22,576   | [ メトロ 5 ]  | [ 大阪府 11 ] |
| 2018年（平成30年） | 11月13日 | 12,240   | 11,461   | 23,701   | [ メトロ 6 ]  | [ 大阪府 12 ] |
| 2019年（令和元年） | 11月12日 | 13,565   | 13,085   | 26,650   | [ メトロ 7 ]  | [ 大阪府 13 ] |
| 2020年（令和02年） | 11月10日 | 10,515   | 10,096   | 20,611   | [ メトロ 8 ]  | [ 大阪府 14 ] |
| 2021年（令和03年） | 11月16日 | 11,161   | 10,699   | 21,860   | [ メトロ 9 ]  | [ 大阪府 15 ] |
| 2022年（令和04年） | 11月15日 | 11,220   | 10,720   | 21,940   | [ メトロ 10 ] | [ 大阪府 16 ] |
| 2023年（令和05年） | 11月07日 | 12,191   | 11,582   | 23,773   | [ メトロ 11 ] | [ 大阪府 17 ] |
| 2024年（令和06年） | 11月12日 | 13,829   | 13,218   | 27,047   | [ メトロ 12 ] |               |

### OTS時代
OTSが管轄していた時期については、特定日の数値ではなく年度別の平均乗車人員が判明している（大阪市統計書より）。なお1997年度については開業日の1997年12月18日からの1日平均の乗車人員である。
| 年度               | 乗車人員 |
| ------------------ | -------- |
| 1997年（平成09年） | 8,899    |
| 1998年（平成10年） | 10,555   |
| 1999年（平成11年） | 12,255   |
| 2000年（平成12年） | 11,982   |
| 2001年（平成13年） | 13,366   |
| 2002年（平成14年） | 12,400   |
| 2003年（平成15年） | 12,505   |
| 2004年（平成16年） | 11,877   |

## 駅周辺

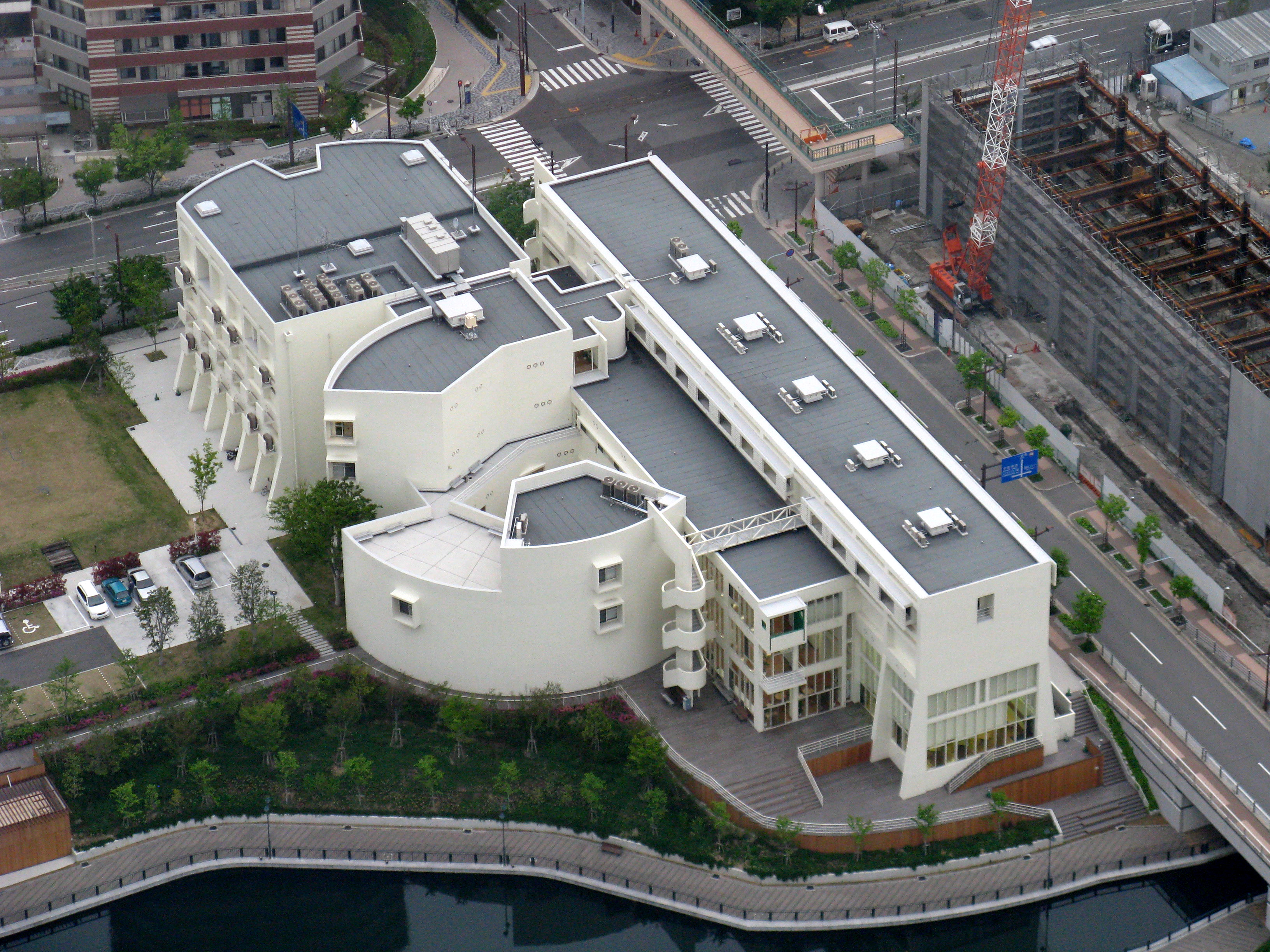
森ノ宮医療大学（2008年5月）

- コスモスクエア海浜緑地（シーサイドコスモ）
- 咲洲運河（咲洲キャナル）
- 大阪国際見本市会場（インテックス大阪）
- 森ノ宮医療大学
- 大阪金剛インターナショナル小学校・中学校・高等学校
- 大阪出入国在留管理局
- 全労済大阪府本部
- シーサイドレジデンス コスモスクエア駅前
  - エーコープフーディーズ咲洲店
- 大阪港国際フェリーターミナル（釜山港行きのパンスターフェリー、サンスターラインと上海行き日中国際フェリー新鑑真と蘇州號の発着地）
- 大阪府咲洲庁舎（旧：WTC, コスモタワー）
- THE JEWELRY（旧：なにわの海の時空館）

## バス路線
北港観光バス
- 3番のりば
  - 1系統「サークルバス」　国際交流センター前

大阪シティバス
- 4番のりば
  - 17号系統　コスモスクエア南・南港中央公園経由 ポートタウン東駅前

サンスターライン（無料送迎バス）
- 2番のりば　
  - 大阪港国際フェリーターミナル（釜山港行きのパンスターフェリーの発着地）
- 4番のりば
  - 大阪港国際フェリーターミナル（上海港行きの新鑑真と蘇州號の発着地）

## その他
- 第1回近畿の駅百選に選定されている。
- 南港・港区連絡線の計画段階では、当駅の仮称は「海浜緑地」で、隣のトレードセンター前駅の仮称が「コスモスクエア」だった。
- 南港北地区を表す「コスモスクエア」の名称は、1988年市民からの公募により決定。「テクノポート大阪」構想が計画された段階では、駅周辺の人工運河沿いに商業施設やオフィスが並ぶ予定だった。現在は主にマンションや大学に変更され、一部が完成、他の施設も工事中である。
- 当駅の大阪市営地下鉄移管により、大阪市交通局管内の表記がすべてカタカナの駅はフェリーターミナル駅（南港ポートタウン線）に次いで2駅目となった。
- かつては南港ポートタウン線ホームにのりかえ改札口があり自動改札機が設置されていた[注 9]が、路線運営を大阪市交通局へ委託したことで、通し運賃となったことに伴い撤去された。
- かつては中央線のホームには壁面にガラス張りの水槽が設けられ、ミニ水族館が設置されていた[注 10]が、維持費の理由などから撤去された。また乗車位置案内には、大阪市交通局移管後もしばらく「Technoport Line」の表記が残っていたが、後に撤去された。
- 中央線は当駅が終着駅であった当時、大阪港駅側に急勾配があり渡り線の設置が困難だったため列車の折り返しは引き上げ線方式としていた[7]。当駅に到着した上り列車は2番線に入線して乗客を降ろした後、その先にある引き上げ線[注 11]に入って折り返しを行い、学研奈良登美ヶ丘方面行きとして1番線に入線していた[注 12]。そのため、夢洲駅へ延伸するまでは2番線ホームの駅名標には次駅名が記載されず、「降車専用」と書かれていた[注 13]。
- 大阪市営地下鉄で標準的であった接近メロディとは異なり、波の音などが入った独特の接近メロディを使用していたが、2007年3月24日の中央線の放送更新で標準的な接近メロディーに替わった。のちに2024年11月13日の接近メロディ変更に伴い、他線とは別のメロディに再変更されている[8]。
- 2000年に当駅 - 新桜島駅（仮称）間を結ぶ大阪港トランスポートシステム北港テクノポート線が事業化されたものの、採算性の問題で2009年に事業が休止された。後に夢洲においてIRの誘致・国際博覧会の開催が行われることになったため、当駅 - 夢洲駅間のみ事業再開されることになった。
- 当駅 - 夢洲駅間は加算運賃が適用されるためエンジョイエコカードは使用できない。

## 隣の駅
大阪市高速電気軌道 (Osaka Metro)
 中央線
夢洲駅 (C09) - コスモスクエア駅 (C10) - 大阪港駅 (C11)
 南港ポートタウン線（ニュートラム）
コスモスクエア駅 (P09) - トレードセンター前駅 (P10)
- ( ) 内は駅番号を示す。

### 記事本文